# Acanthesthes
Acanthesthes is een kevergeslacht uit de familie van de boktorren (Cerambycidae). De wetenschappelijke naam van het geslacht werd voor het eerst geldig gepubliceerd in 1894 door Kolbe.

## Soorten
Acanthesthes omvat de volgende soorten:
- Acanthesthes amycteroides (White, 1858)
- Acanthesthes crispa (Olivier, 1792)